# Jajá
Jackson Avelino Coelho, noto come Jajá (Ipatinga, 28 febbraio 1986), è un ex calciatore brasiliano, di ruolo attaccante.

## Carriera

### Club
Ha cominciato nelle giovanili dell'América-MG, squadra satellite del Feyenoord, dove passa nel 2005.
Viene quindi girato in prestito nel Westerlo, in Jupiler League, prima divisione belga dove in 30 gare segna 11 gol. Viene dunque comprato dal Getafe, e sotto la guida di Bernd Schuster gioca in due occasioni. Ritorna dunque in Brasile, al Flamengo con la formula del prestito, dove gioca 5 gare senza mai andare a rete.
Ritorna in Jupiler League col Genk dove gioca 9 partite con un gol. Viene dunque acquistato per 500000 euro dal Metalist nel gennaio del 2008.
Nella prima metà di stagione gioca 8 partite andando a segno per tre volte. Contribuisce a portare il Metalist al terzo posto e dunque qualificazione alla Coppa UEFA 2008-2009. Proprio in questa competizione, contro i turchi del Beşiktaş, segna un fantastico da 40 metri. La partita finisce 4-1 per gli ucraini. Nei sedicesimi di finale Jajá segna la prima rete con cui la sua squadra batte la Sampdoria per 2-0 nella gara di ritorno. In campionato Jajá segna 10 gol in 21 incontri.
Nell'estate 2010, passa ai turchi del Trabzonspor per 4,2 milioni di €.

## Palmarès

### Club

#### Competizioni statali
- Campionato Carioca: 1

Flamengo: 2007
- Taca Guanabara: 1

Flamengo: 2007
- Campionato Gaúcho: 1

Internacional: 2012

#### Competizioni nazionali
- Etisalat Emirates Cup: 1

Al-Ahli: 2011-2012